# ماهیچه سدادی درونی
ماهیچه سدادی درونی یا عضله اُبتراتور داخلی، چرخاننده (روتاتور) خارجی ران است.
این ماهیچه تنها عنصری است که از طریق سوراخ سیاتیک کوچک از لگن خارج می‌شود.
خاستگاه: سطح داخلی غشائ ابتوراتور
پیوندگاه: حفره تروکانتریک بزرگ
عمل:در ابداکشن و چرخش به سمت خارج ,مفصل ران نقش دارد. با انحنای مفصل ران؛ به چرخش افقی فمور، با استفاده از مفصل ران،  و با کشیدن استخوان ران، کمک می‌کند و نیز سراستخوان ران را در استابولوم نگاه می‌دارد.
عصب: از عصب جملوس فوقانی و ابتراتور داخلی از شبکه ساکرال

## نگارخانه

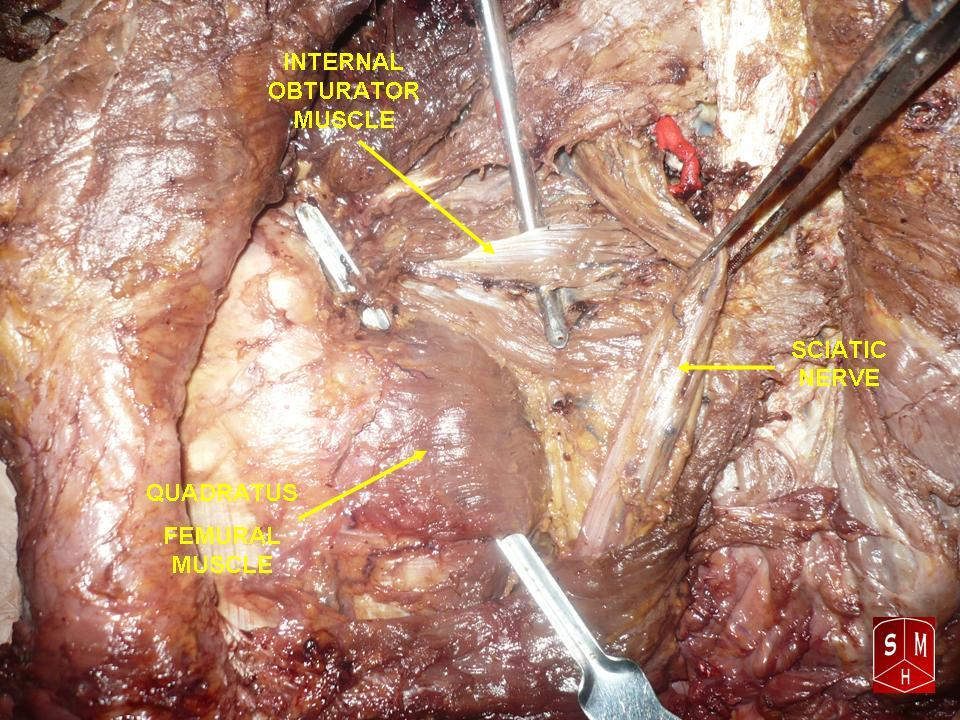
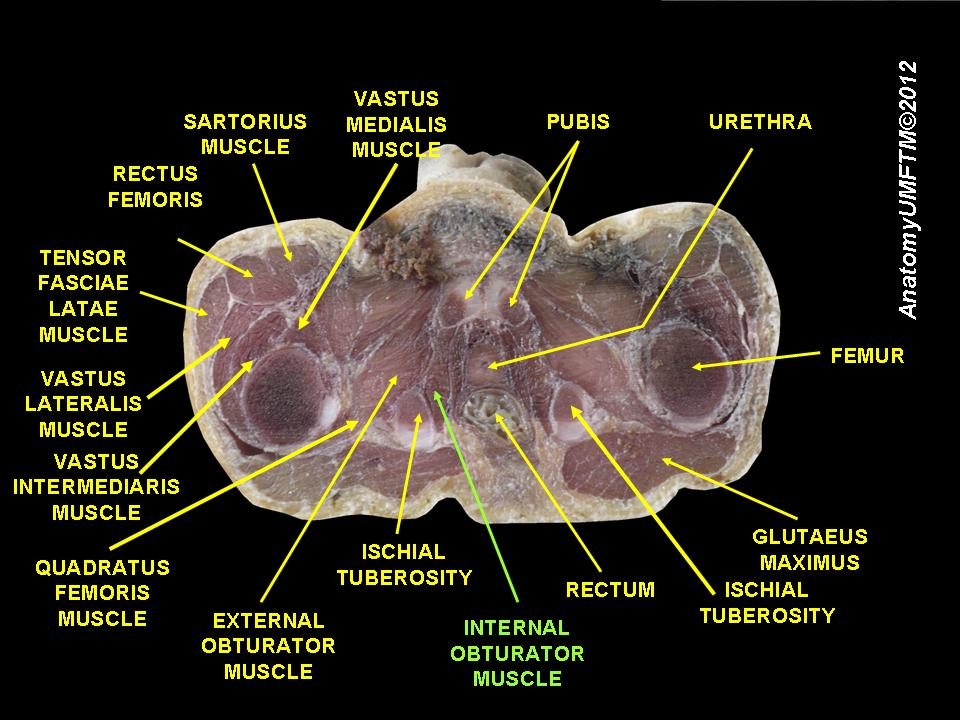